# Kristian Georgeault
Kristian Georgeault (Felger, 10 d'octubre de 1955) és un muntador d'estructures metàl·liques, militant independentista bretó i ex-secretari d'assumptes interns d'Emgann.
Va ser condemnat a 11 anys de presó per 10 atemptats i temptatives d'atemptat i "associació de malfactors en vista a una empresa terrorista", el 26 de març de 2004 pel Tribunal d'Apel·lació especialment preparat a París (afer de Plévin), però el Tribunal de Primera Instància el va absoldre de la causa de l'atemptat mortal al McDonald's de Quévert.
Ja fou condemnat el 26 de març de 2004 per "possessió il·legal d'explosius" que provenien, segons el Tribunal, del robatori d'explosius a Plévin, i fou condemnat novament el juny de 2005, aquesta vegada per "robatori d'explosius, amb sentències concurrents (cas Plévin). Els advocats dels militants independentistes condemnats ho consideren una violació de la regla non bis in idem, és a dir, la impossibilitat de ser condemnat dos cops pels mateixos fets.
Aconseguí la condemna dels diaris Aujourd'hui en France i Le Télégramme per atemptar la presumpció d'innocència la tardor de 2004, i va denunciar França davant el Tribunal Europeu de Drets Humans per la violació dels articles 6, paràgraf 1, 7 i 13 de la Convenció Europea de Drets Humans. Fou alliberat el 7 de novembre de 2006 després de passar sis anys i mig a la presó, dels quals quaranta-sis mesos en detenció preventiva.
El 19 de novembre de 2008, el Tribunal Especial de París declarà inadmissible en part un recurs de cassació interposat pel fiscal per l'absolució parcial sobre la bomba al McDonald's de Quévert (la fiscalia no s'oposa a la seva condemna a 11 anys de presó per associació criminal en relació amb un acte terrorista). La fiscalia ha apel·lat aquesta decisió d'inadmissibilitat del recurs de cassació en part. El Tribunal de Cassació va confirmar el juny de 2009 la inadmissibilitat de l'apel·lació. Aquesta causa penal està tancada i la innocència de Kristian Georgeault en el cas de l'explosió mortal de Quévert es confirmà definitivament.